# Крапивино (Московская область)
Крапивино — деревня в Сергиево-Посадском районе Московской области, в составе муниципального образования Городское поселение Сергиев Посад (до 29 ноября 2006 года входила в состав Мишутинского сельского округа)).

## Население
| 2002 | 2006 | 2010 |
| ---- | ---- | ---- |
| 6    | ↗8   | ↗15  |

## География
Крапивино расположено примерно в 11 км (по шоссе) на север от Сергиева Посада, на безымянном ручье, правом притоке реки Кунья (левый приток Дубны), у автодороги Р104, высота центра деревни над уровнем моря — 228 м.

## Современное состояние
На 2016 год в деревне зарегистрировано 2 садовых товарищества. Деревня связана автобусным сообщением с райцентром и соседними населёнными пунктами.